# Mistrzostwa Świata w Kolarstwie Szosowym 1951
24. Mistrzostwa świata w kolarstwie szosowym – zawody kolarskie, które odbyły się w dniach 1–2 września 1951 we włoskiej miejscowości Varese. Były to trzecie zorganizowane w tym kraju mistrzostwa świata w kolarstwie szosowym (poprzednio w 1926 i 1932). Nikomu nie udało się obronić tytułu mistrza świata.  

## Kalendarium zawodów
| Kalendarz MŚ w Kolarstwie Szosowym 1951 |      |      |
| Konkurencja (dystans)                   | Data | Data |
| Konkurencja (dystans)                   | 1.09 | 2.09 |
| Mężczyźni                               |      |      |
| Elita                                   |      |      |
| Wyścig ze startu wspólnego (295,2 km)   |      |      |
| Amatorzy                                |      |      |
| Wyścig ze startu wspólnego (172,2 km)   |      |      |

## Medaliści
| Konkurencja dystans – (data)                       | Złoto:         | Czas (prędkość)       | Srebro:        | Czas   | Brąz:              | Czas   |
| Mężczyźni                                          |                |                       |                |        |                    |        |
| Elita                                              |                |                       |                |        |                    |        |
| Wyścig ze startu wspólnego 295,2 km – (2 września) | Ferdi Kübler   | 8:28:28 (34,834 km/h) | Fiorenzo Magni | + 0:00 | Antonio Bevilacqua | + 0:00 |
| Amatorzy                                           |                |                       |                |        |                    |        |
| Wyścig ze startu wspólnego 172,2 km – (1 września) | Gianni Ghidini | 4:44:22 (36,333 km/h) | Rino Benedetti | + 0:00 | Jan Plantaz        | + 0:00 |

## Szczegóły
| Miejsce | Zawodnik           | Narodowość | Czas    |
| złoto   | Ferdi Kübler       | Szwajcaria | 8:28:28 |
| srebro  | Fiorenzo Magni     | Włochy     | + 0:00  |
| brąz    | Antonio Bevilacqua | Włochy     | + 0:00  |
| 4       | Joseph de Feyter   | Belgia     | + 0:00  |
| 5       | Gerrit Voorting    | Holandia   | + 0:00  |
| 6       | Heinz Schwarzer    | RFN        | + 0:00  |
| 7       | Wout Wagtmans      | Holandia   | + 0:00  |
| 8       | Giuseppe Minardi   | Włochy     | + 0:00  |
| 9       | Gino Bartali       | Włochy     | + 1:05  |
| 10      | Hans Dekkers       | Holandia   | + 1:35  |

| Miejsce | Zawodnik             | Narodowość | Czas    |
| złoto   | Gianni Ghidini       | Włochy     | 4:44:22 |
| srebro  | Rino Benedetti       | Włochy     | + 0:00  |
| brąz    | Jan Plantaz          | Holandia   | + 0:00  |
| 4       | Remo Pianezzi        | Szwajcaria | + 0:00  |
| 5       | Omer Van Der Voorden | Belgia     | + 0:00  |
| 6       | Piet van Roon        | Holandia   | + 0:00  |
| 7       | Mathieu Joris        | Holandia   | + 0:00  |
| 8       | André Noyelle        | Belgia     | + 0:00  |
| 9       | Jean Dacquay         | Francja    | + 0:00  |
| 10      | Hubert Bastianelli   | Francja    | + 0:00  |

## Tabela medalowa
| Tabela medalowa |               |       |        |      |       |
| Miejsce         | Reprezentacja | Złoto | Srebro | Brąz | Razem |
| 1               | Włochy        | 1     | 2      | 1    | 4     |
| 2               | Szwajcaria    | 1     | 0      | 0    | 1     |
| 3               | Holandia      | 0     | 0      | 1    | 1     |